# Alfred Schirokauer
Alfred Schirokauer (* 13. Juli 1880 in Breslau; † 27. Oktober 1934 in Wien) war ein deutscher Schriftsteller, Drehbuchautor und Filmregisseur.

## Leben
Schirokauer erhielt seine schulische Ausbildung in England, wo er als Amateur erste Regieerfahrungen sammelte. Dann ging er nach Hamburg und erhielt dort 1899 am Wilhelm-Gymnasium das Abitur. Anschließend studierte er Jura und schloss das Studium mit der Promotion ab. Nach einer Zeit als Referendar arbeitete Schirokauer sieben Jahre lang als Rechtsanwalt.
Zu dieser Zeit begann er seine schriftstellerische Tätigkeit. 1904 veröffentlichte er seinen ersten Roman Ilse Isensee. Es folgten zahlreiche weitere Werke, von denen einige verfilmt wurden, darunter Unmögliche Liebe, 1932 mit Asta Nielsen in der Hauptrolle. Er verfasste Romanbiografien über Ferdinand Lassalle, Lord Byron, Napoleon und Lucretia Borgia sowie historische und Gegenwartsromane.
Seit 1912 schrieb Schirokauer auch häufig Drehbücher, anfangs regelmäßig für die Münchner Moeve-Film und die ebenfalls in München ansässige Emelka. In den 20er Jahren war er einer der aktivsten deutschen Drehbuchautoren. Mehrfach kooperierte er mit Reinhold Schünzel. Im April 1921 gründete er gemeinsam mit dem Ingenieur Heinrich Lievenbruck und dem Major a. D. Rudolf Steinmetz die Trias Filmherstellungsgesellschaft mbH. Zeitweise hatte er den Vorsitz des Verbandes deutscher Filmautoren inne. Gelegentlich führte er auch selbst Regie. Nach der „Machtergreifung“ der Nationalsozialisten emigrierte der jüdischstämmige Schirokauer in die Niederlande und dann nach Wien.
Alfred Schirokauer war zweimal verheiratet und Vater zweier Söhne und einer Tochter; mit seiner zweiten Frau, Friederike Schirokauer, geb. Gebracht, war er seit 3. Oktober 1923 verheiratet. Sie starb am 30. Mai 1955 in München.

## Romane
- 1906: Junges Volk. Fontane, Berlin.
- 1908: Marta Riel. Eine Geschichte vom Glück. Fontane, Berlin.
- ca. 1910: Messalina. A. Weichert, Berlin 1927 (Web-Ressource).
- 1910: Die graue Macht. (Kriminalroman). Fontane, Berlin; 1930; Glöckner, Wien, Berlin (Web-Ressource)
- 1911: Einsame Frauen. Fontane, Berlin.
- 1912: Das Lied der Parzen. Bong, Berlin (Web-Ressource).
- 1912: Einige Jugendsünde. Bong, Berlin.
- 1912: Ferdinand Lassalle. Ein Leben für Freiheit u. Liebe. Bong, Berlin (Web-Ressource).
- 1914: Die siebente Großmacht. Oesterheld, Berlin.
- 1914: Satan. Kronen-Verlag, Berlin.
- 1916: August der Starke. Bong, Berlin.
- 1919: Die Stürmer. Borngräber, Berlin.
- 1920: Irrwege der Liebe. Uhlmann, Siegmar-Chemnitz (Web-Ressource).
- 1921: Mirabeau. Bong, Berlin (Web-Ressource).
- 1922: Die kleinen Fürsten. Diplomatie u. Liebe am Balkan. Eysler, Berlin.
- 1922: Die lieben jungen Frauen. A. Weichert, Berlin.
- 1923: Napoleons erste Ehe. Hachmeister & Thal, Leipzig.
- 1924: Ilse Isensee. Eysler, Berlin.
- 1925: Lord Byron. Der Roman einer leidenschaftlichen Jugend. Oestergaard, Berlin (Web-Ressource).
- 1925: Lukrezia Borgia. Historischer Roman. R. Bong, Berlin.
- 1926: Hinter der Welt.  Engelhorn, Stuttgart (Web-Ressource).
- 1927: Die Bunten Schleier. Rhein-Elbe-Verlag, Hamburg.
- 1927: Der Tanz auf der Weltkugel. Spiegel, Wien, Berlin (Web-Ressource).
- 1928: Gegen Mensch und Schicksal. Arbeitsgemeinschaft für Kultur und Aufbau, München.
- 1928: Die Frau von gestern und morgen. Ullstein, Berlin.
- 1929: Hat's Hoff getan? Buchwelt, Berlin.
- 1929: Die unmögliche Liebe. Ullstein, Berlin.
- 1929: Der Tanz auf der Erdkugel (= Glöckner-Bücher. Bd. 35). Glöckner, Wien, Berlin.
- 1930: Kleopatra. Roman, Bong, Berlin (Web-Ressource).
- 1930: Alarm. Goldmann, Leipzig (Kriminalroman) (Web-Ressource).
- 1930: Acht im Urwald. Schicksale unter Auswanderern. Ullstein, Berlin.
- 1931: Die einen weinen, die anderen wandern. Ullstein, Berlin.
- 1932: Don Juan auf der Flucht. Ullstein, Berlin.
- 1932: (unter dem Pseudonym A. Kauer) Der erste Mann. Roman einer Primanerin.  Ullstein, Berlin (Web-Ressource).
- 1932: Schüsse in Shanghai. (Kriminalroman)

## Filme (als Drehbuchautor)
- 1913: Das verschleierte Bild von Groß-Kleindorf
- 1915: Das Abenteuer des van Dola
- 1916: Werner Krafft
- 1919: Am Weibe zerschellt
- 1919: Die nicht sterben dürfen
- 1919: Der Tod von Phaleria
- 1920: Der Sprung ins Dunkle
- 1920: Die Nacht der Entscheidung
- 1920: Frauenruhm
- 1920: George Bully
- 1920: Der Totenkopf
- 1921: Der große Chef
- 1921: Camera obscura
- 1921: Der Brunnen des Wahnsinns
- 1921: Die Faust des Schicksals (auch Regie und Produktion)
- 1921/22: Frauenbeichte (3 Teile)
- 1922: Die Erlebnisse einer Kammerzofe
- 1922: Der Favorit der Königin
- 1922: Die Rache des Marquis Dokama
- 1923: Das Abenteuer von Sagossa
- 1923: Opfer der Liebe
- 1923: Die graue Macht
- 1924: Der Weg zu Gott
- 1924: Mutter und Sohn (auch Regie)
- 1925: Der Hahn im Korb
- 1925: Die Blumenfrau vom Potsdamer Platz
- 1925: Die Frau für 24 Stunden
- 1926: Der dumme August des Zirkus Romanelli
- 1926: Fünf-Uhr-Tee in der Ackerstraße
- 1926: Fiaker Nr. 13
- 1926: Die Flucht in die Nacht
- 1927: Primanerliebe
- 1927: Die Jagd nach der Braut
- 1927: Colonialskandal
- 1927: Die Insel der verbotenen Küsse
- 1927: Das Mädchen ohne Heimat
- 1927: Der Orlow
- 1927: Üb’ immer Treu’ und Redlichkeit
- 1927: Ein Tag der Rosen im August … da hat die Garde fortgemußt
- 1927: Der Himmel auf Erden (nur Regie)
- 1927: Herkules Maier
- 1928: Adam und Eva
- 1928: Der Scheidungsanwalt (Die Frau von gestern und morgen)
- 1929: Der Mitternachtswalzer
- 1929: Sturmflut der Liebe
- 1929: Autobus Nr. 2
- 1929: Priscillas Fahrt ins Glück (The Runaway Princess)
- 1929: Fräulein Fähnrich
- 1929: Das Erlebnis einer Nacht
- 1930: Student sein, wenn die Veilchen blühen
- 1930: Namensheirat
- 1930: Boykott (Primanerehre)
- 1931: Der Fall des Generalstabs-Oberst Redl
- 1931: Elisabeth von Österreich
- 1931: Kadetten
- 1931: Ein Auto und kein Geld
- 1934: De familie van mijn vrouw